# Heinrich von Kusserow
Hermann Adolf Heinrich Albrecht Kusserow, seit 1844 von Kusserow (* 5. November 1836 in Köln; † 15. Oktober 1900 in Bassenheim) war ein preußischer und deutscher Diplomat und Politiker. Er spielte eine Rolle als Befürworter bei der frühen deutschen Kolonialpolitik unter Otto von Bismarck.

## Leben

### Familie
Er war Sohn des späteren preußischen Generalleutnants Ferdinand von Kusserow und dessen Ehefrau Eva Wilhelmine „Eveline“ Anna, einer Tochter von Salomon Oppenheim. Der Vater war am 27. November 1844 durch König Friedrich Wilhelm IV. für sich und seine Familie in den erblichen Adelsstand erhoben worden. Seine Schwester Ottilie war mit Adolph von Hansemann verheiratet. Er selbst heiratete 1869 Antonie Springer, Tochter des Bankiers und Kaufmanns Ernst Springer. In zweiter Ehe war er seit 1890 mit Fanny, der Witwe des Großkaufmanns Adolf Bartning verheiratet. Er hatte einen Sohn und fünf Töchter aus erste Ehe sowie einen Sohn aus zweiter Ehe.

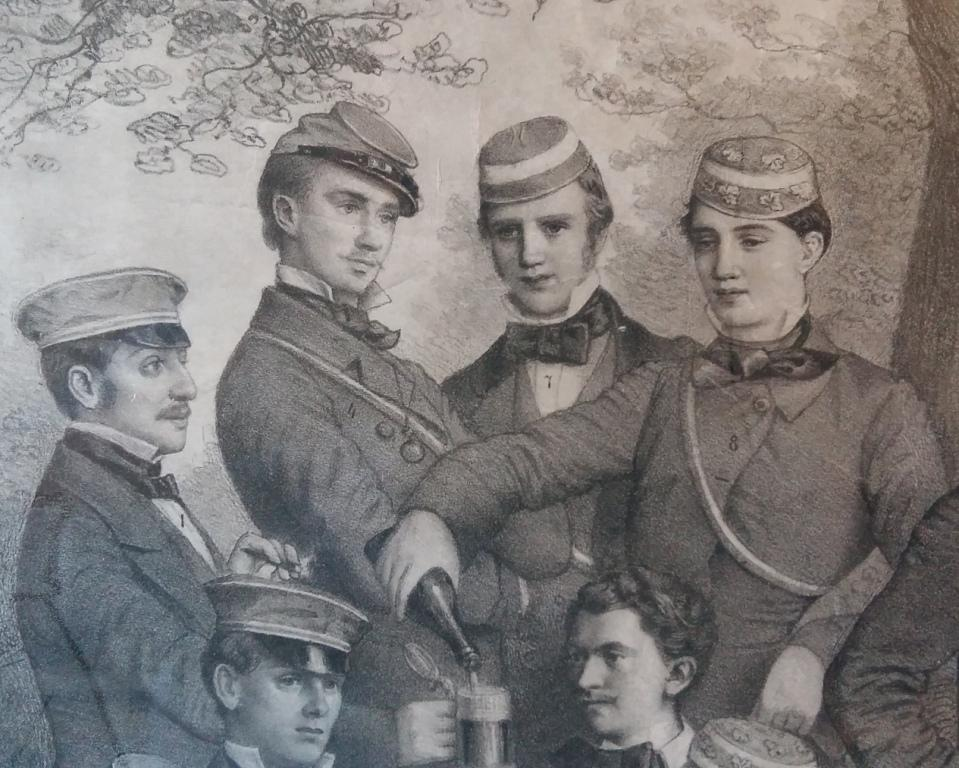
Heinrich von Kusserow (zweiter von rechts) als Bonner Hanseat, 1854/55

### Werdegang
Heinrich von Kusserow besuchte nach dem Gymnasium Laurentianum in Arnsberg Schulen in Köln und Düsseldorf. Anschließend studierte er Rechtswissenschaften an der Universität Bonn und wurde Mitglied des Corps Hansea. Nach dem üblichen allgemeinen Vorbereitungsdienst bei Gerichten und Behörden trat er in den preußischen auswärtigen Dienst ein. Er war zwischen 1860 und 62 Attaché in Den Haag, danach Legationssekretär in Turin, ehe er als Mitarbeiter in das preußische Außenministerium in Berlin wechselte.
Kusserow hatte 1861 anonym eine Schrift zur friedlichen Lösung der  deutschen Frage vorgelegt, die Vorstellungen enthielt, die Otto von Bismarck später umgesetzt hat. Im Jahr 1863 schickte er anlässlich des Frankfurter Fürstentages ohne Einhaltung des Dienstweges eine Denkschrift über eine deutsche Zentralgewalt und ein Zentralparlament an Bismarck, auf die dieser mit überwiegender Zustimmung reagierte.
Zwischen 1864 und 1865 war er Gesandtschaftssekretär an der preußischen Botschaft in Paris und danach bis 1868 in Washington, D.C. Anschließend war er im Bundeskanzleramt des Norddeutschen Bundes tätig, ehe er während des Deutsch-Französischen Krieges als Botschaftsrat der Botschaft des Norddeutschen Bundes in London amtierte.
Nach der Reichsgründung wurde Kusserow 1871 für den Wahlkreis Regierungsbezirk Düsseldorf 2 (Elberfeld-Barmen) in den ersten deutschen Reichstag gewählt. Im Parlament gehörte er der Fraktion der Liberalen Reichspartei an. In dieser Zeit veröffentlichte er eine Schrift über das Seerecht im Krieg.
Nach dem Ende der Legislaturperiode kehrte Kusserow 1874 in den aktiven auswärtigen Dienst zurück. Er war im Auswärtigen Amt zunächst im Rang eines wirklichen Legationsrates und Vortragenden Rates bei der Handelspolitischen Abteilung tätig. Im Jahr 1879 wurde er zum Geheimen Legationsrat ernannt. Er war auch Bundeskommissar im Reichstag und als solcher für überseeische Fragen zuständig.

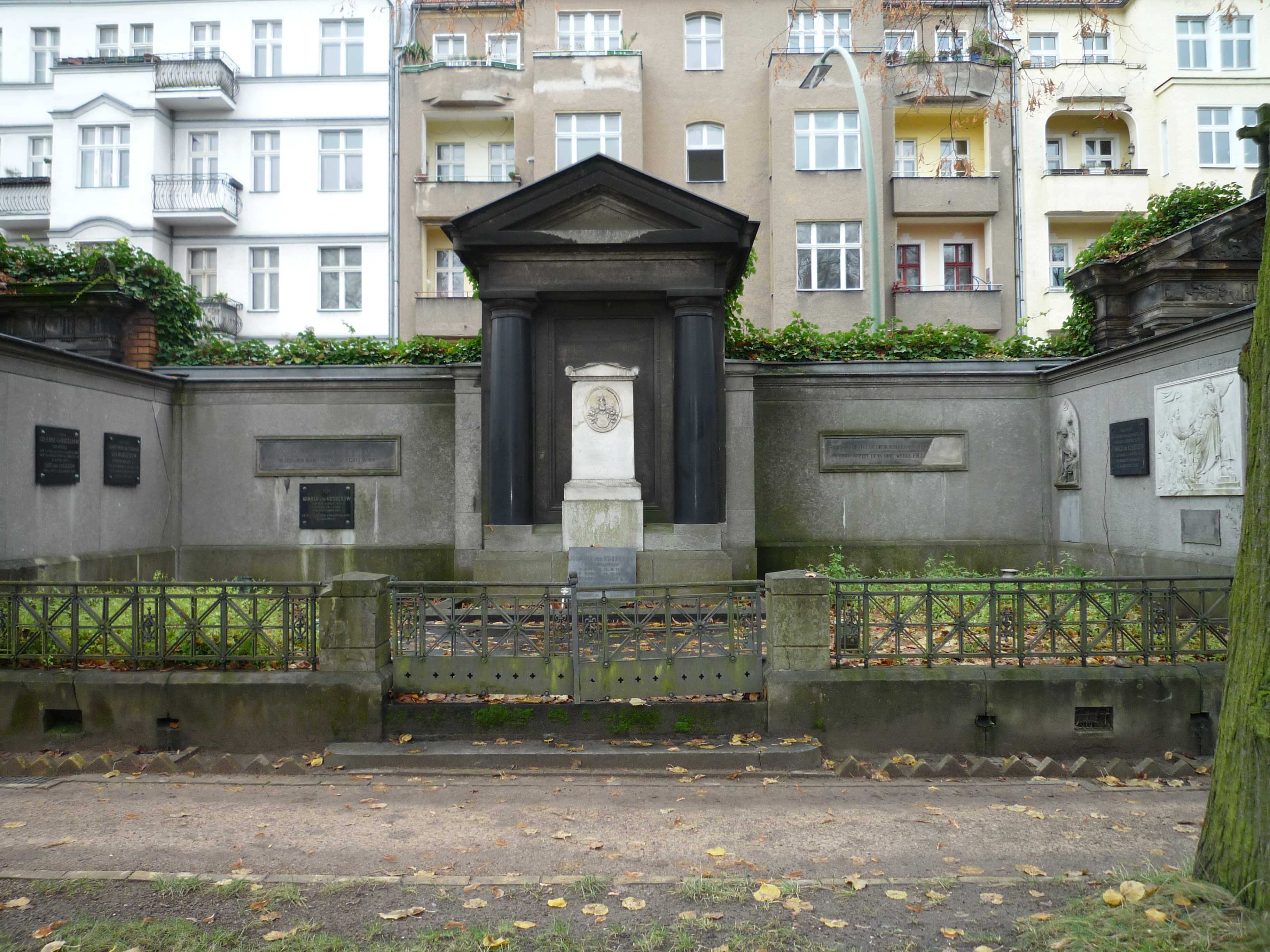
Familiengruft Heinrich von Kusserow, Alter St.-Matthäus-Kirchhof Berlin

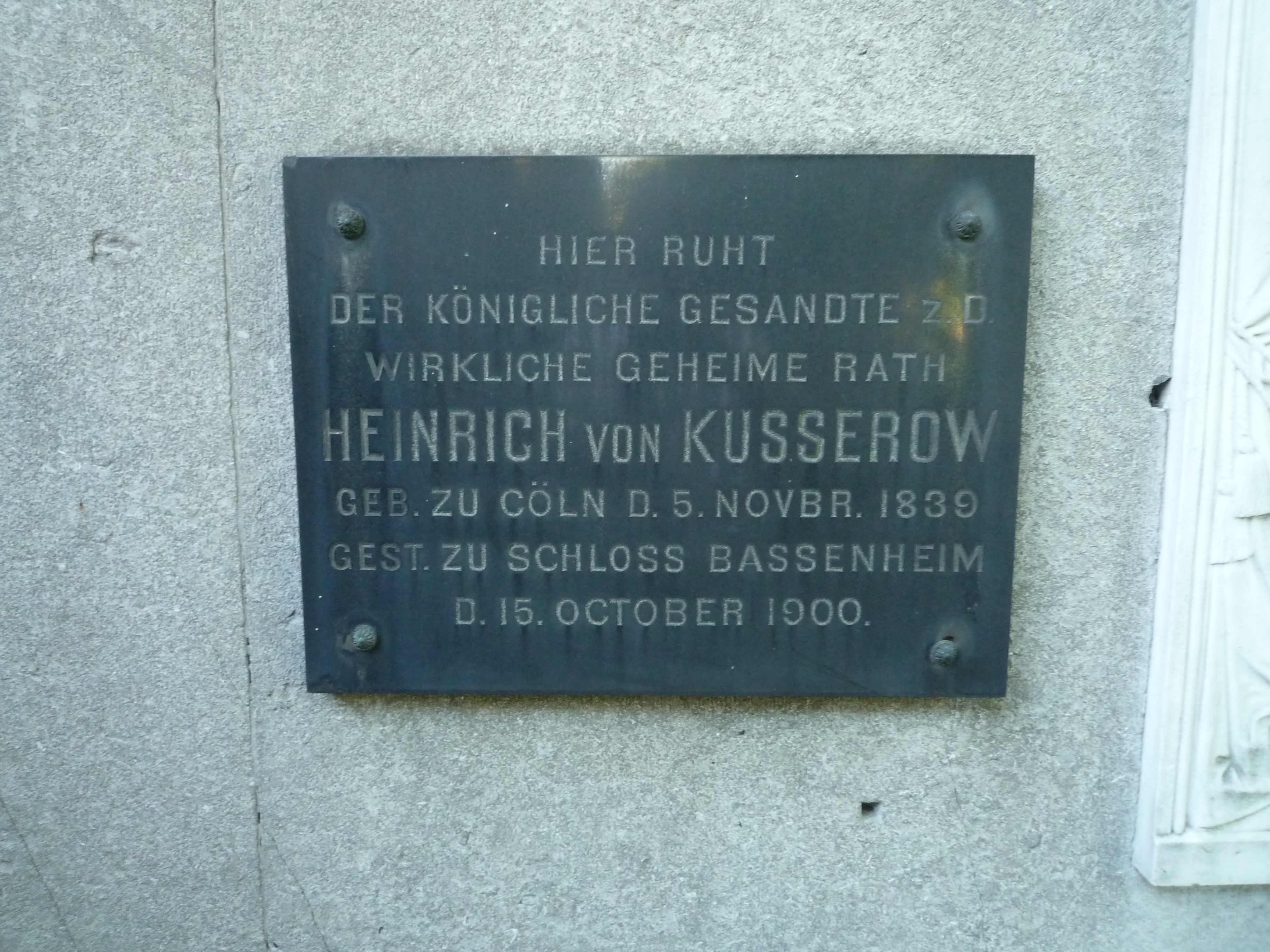
Alter St.-Matthäus-Kirchhof Berlin, Grabtafel Heinrich von Kusserow

Nicht zuletzt über den Schwager Adolph von Hansemann war Kusserow im Sinne der an einer Kolonialpolitik interessierten Wirtschaftskreise und später der Kolonialverbände im Auswärtigen Amt tätig. Im Jahr 1885 kam der Bedeutungsgewinn der Kolonialpolitik dadurch zum Ausdruck, dass die Zuständigkeit im Auswärtigen Amt auf die politische Abteilung überging. Der Leiter des dort angesiedelten Kolonialreferats wurde Kusserow. Wie groß sein Einfluss auf die Entscheidung Bismarcks zum Erwerb von Kolonien in Afrika war, ist nicht ganz klar. Beteiligt war er an der Kongokonferenz 1884–1885.
Kusserow wurde 1885 zum preußischen Gesandten in Hamburg für die Hansestädte und die mecklenburgischen Staaten ernannt. Auch wenn er in dieser Position für das Entstehen der ersten deutschen Kolonien eine gewisse Rolle gespielt hat, führte sein übertriebenes kolonialpolitisches Engagement dazu, dass er bei Bismarck in Ungnade fiel. Im Jahr 1890 trat er vergeblich als Kandidat der Kartellparteien für den Reichstag an. In der Folge wurde er auf eigenen Wunsch und mit dem Ehrentitel eines Wirklichen Geheimen Rates in den einstweiligen Ruhestand versetzt.
Er blieb weiterhin ein führender Verfechter einer aktiven Kolonialpolitik. Er war auch Mitglied des Ostmarkenvereins und hat die Aufrüstung der Flotte unterstützt.
Heinrich von Kusserow starb am 15. Oktober 1900 auf Schloss Bassenheim, er wurde in der Familiengruft, auf dem Alten St.Matthäus Kirchhof in Berlin/Schöneberg beigesetzt.